# مدال ماتئوچی

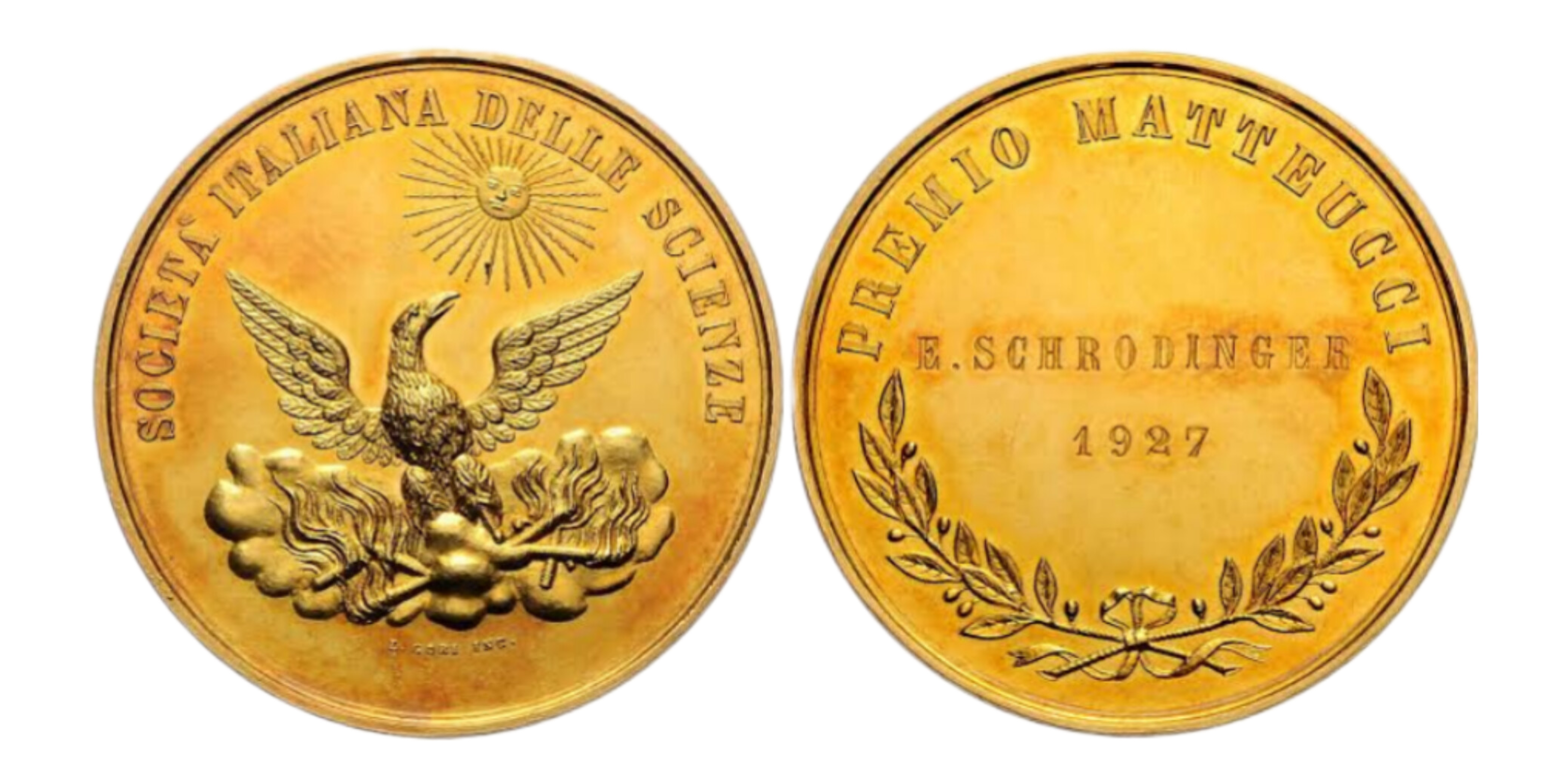
رو و پشت مدال ماتئوچی

مدال ماتئوچی (به انگلیسی: Matteucci Medal) یک جایزه ایتالیایی برای فیزیک‌دانان است نام آن برگرفته از کارلو ماتئوچی از فیزیک‌دان ایتالیایی است. این جایزه به  فیزیک‌دانانی اعطا می‌شود که دارای مشارکت‌های بنیادین باشند. این جایزه توسط  انجمن علوم ایتالیا اعطا می‌شود.